# 1281 dans les croisades
- Mamelouks :        Al-Mansûr Sayf ad-Dîn Qala'ûn al-Alfi

Cette page regroupe les évènements concernant les Croisades qui sont survenus en 1281 :
- Alliance entre le sultan mamelouk d’Égypte al-Mansur Qala'ûn et l'Empire byzantin[1].

- 29 octobre : L’armée mongole d’Abaqa est vaincue par le sultan mamelouk Qala'ûn près de Homs[2]. Le baile angevin établi à Acre reste neutre, et favorise ainsi la victoire des mamelouks[3]. La trêve est renouvelée entre Acre, Tripoli et le sultan mamelouk.